# Poecilotheriinae
Sous-famille
Poecilotheriinae est une sous-famille d'araignées mygalomorphes de la famille des Theraphosidae qui regroupe l'unique genre Poecilotheria.
Dans d'autres classifications, le genre Poecilotheria se trouve dans la sous-famille des Selenocosmiinae avec d'autres genres de mygales.
TWSC ne cite aucune de ces sous-familles et se limite à la famille des Theraphosidae. 